# Monoblast

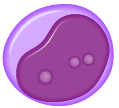
Representació d'un monoblast.

Els monoblasts són les cèl·lules progenitores compromeses precursores dels monòcits, que al seu torn es diferenciaran en macròfags o de cèl·lules dendrítiques. Són la primera etapa de desenvolupament en la monocitopoesi (el procés d'hematopoesi que condueix a la producció de monòcits). El seu destí de cèl·lules mieloides és induït per la concentració de citocines de les quals estan envoltades durant el desenvolupament. Aquestes citocines indueixen l'activació de factors de transcripció que empenyen a completar el destí dels monoblasts. Els monoblasts es troben normalment a la medul·la òssia i no apareixen a la sang perifèrica normal. Maduren en monòcits que, al seu torn, es converteixen en macròfags. Aleshores es veuen com a macròfags a la sang perifèrica normal i a molts teixits diferents del cos. Els macròfags poden produir una varietat de molècules efectores que inicien respostes inflamatòries locals i sistèmiques, i estan equipades per lluitar contra els invasors estrangers mitjançant receptors de reconeixement de patrons per detectar l'antigen com a part de la resposta immunitària innata.